# Black Friday (film din 2015)
Black Friday este un film românesc din 2015 regizat de Roxana Stroe. Rolurile principale au fost interpretate de actorii Gabriel Spahiu.

## Distribuție
Distribuția filmului este alcătuită din:
- Timotei Duma
- Andra Arghir
- Alex Buescu
- Răzvan Corneci
- Alice Cora Mihalache
- Ada Navrot
- Sorin Cociș
- Liana Mărgineanu
- Camelia Zorlescu
- Cristi Ncolae
- Daniel Popescu
- Anca Băjenaru
- Gabriel Duțu
- Mike Gheorghiu
- Gabriel Spahiu — Mihai
- Lucian Iftime